# FLATBACKER
FLATBACKER（フラットバッカー、1982年 - 1990年頃）は、日本のヘヴィメタル・バンド。この項目は改名後の「E・Z・O」時代についても触れる。

## メンバー
- MASAKI - 山田雅樹（ボーカル）
- SHOYO - 飯田昌洋（ギター）
- TARO - 高橋太郎（ベース）
- HIRO - 本間大嗣（ドラム）

## 歴史

### FLATBACKER
1982年、北海道札幌市で結成。結成当時のバンド名は「FRATVACKER」。ヘヴィメタルのみならず、スラッシュメタルやハードコア・パンクの要素も取り入れた音楽性であった。1984年に7曲入りデモテープ『皆殺し』を発表。同年にヤマハ主催のコンテストで優秀賞を獲得し、この事がきっかけでビクター音楽産業のディレクターと知り合い、1985年にInvitationより1stアルバム『戦争 -アクシデント-』を発表。1986年には2ndアルバム『餌 -ESA-』を発表。その後、世界規模での活動に向けて渡米。

### E・Z・O
渡米直後に所属事務所をアミューズに移籍し、バンド名も『FLATBACKER』から『E・Z・O（イーズィーオー）』に改名、ゲフィン・レコードと契約。『EZO』の由来はメンバーの出身地である北海道の旧国名、蝦夷である。E・Z・Oのデビュー時のキャッチコピーは「隠れて何をしてたんだ!」。
E・Z・Oに改名後の1987年に1st（FLATBACKER時代から数えれば3rd）アルバム『E・Z・O』発表。プロデューサーにキッスのジーン・シモンズを迎える。アミューズの戦略により歌舞伎を彷彿させるメイクを施し、当時アメリカでショー・コスギが忍者ブームを巻き起こしていたことに着目し『忍者メタル』として売り出す。デビュー・アルバムの歌詞カードにはメンバーがそれぞれMASAKI（風）SHOYO（火）TARO（地）HIRO（水）とキャラクター設定が決められていた写真が掲載されている。同年、ガンズ・アンド・ローゼズとのクラブツアーも実施。1989年、隈取りメイクを落とし、アルバム『FIRE FIRE』をリリース。1990年、解散。

### 解散後
- MASAKIはLOUDNESSにボーカリストのマイク・ヴェセーラの後任として加入。2000年にLOUDNESSがオリジナル・メンバーでの復活後、MASAKIはニューヨークを拠点に2018年までバンド・FiRESiGNで女性シンガーを従え、ベース兼バックボーカルとして活動（山田雅樹の項目参照）。
- SHOYOはE・Z・O時代にグリーンカードを取得し、新たなバンドを結成するために貸しスタジオを経営しながら音楽活動を続けていたが、MASAKI以上のボーカルを見つけることが出来ず頓挫する[4]。同時期にアミューズからの紹介でDEAD ENDを解散して間もない頃のMORRIEと出会い、MORRIEのソロアルバムにも数曲参加していたり[4]、Sulfurにも短期間ではあるが在籍していたこともあった[5]。90年代後半には貸しスタジオが経営難になったことでスタジオ維持の為にアルバイト生活を続けていたが、それでも追いつかずスタジオを閉鎖[4]。知人の紹介によりシェフの道へと転職し、寿司職人としてレストランSUSHISAMBAに勤務、創作巻き寿司「EZOロール」を提供していた[6][7]。2019年に帰国し、京都でレストランc teatro (シーテアトロ) を開店[8]。その後は再びアメリカに戻り、マイアミのレストランSushi Bichiにて勤務している[9]。
- TAROはSHOYOと同じくミュージシャン業から転身、現在はSPEEDSTAR RECORDSのA&Rディレクターとして所属し、くるりやハナレグミ、高田漣などの担当をしている[10]。
- HIROは1991年に浜田麻里のサポートドラマーとなるよう依頼を受けたことで帰国。後にLOUDNESSからドラムの樋口宗孝が脱退すると、HIROが樋口の後任として加入する。LOUDNESS時代に柴田直人と知り合ったこともあり、2001年以降再始動したANTHEMに参加していたが、2004年、2008年に膝の痛みにより度々休業しては復帰を繰り返していた。2012年、2008年のバイク事故による足の怪我が悪化したことにより一時離脱、2013年に正式に脱退が発表された。

## ディスコグラフィ

### オリジナル・アルバム
|            | 発売日        | タイトル            | 規格       | 品番       | レーベル                              | 備考       |
| FLATBACKER | FLATBACKER    | FLATBACKER          | FLATBACKER | FLATBACKER | FLATBACKER                            | FLATBACKER |
| ---------- | ------------- | ------------------- | ---------- | ---------- | ------------------------------------- | ---------- |
| 1st        | 1985年8月21日 | 戦争 -アクシデント- | LP         | VIH-28228  | Invitation                            |            |
| 2nd        | 1986年2月21日 | 餌-ESA-             | LP         | VIH-28245  | Invitation                            |            |
| E・Z・O    |               |                     |            |            |                                       |            |
| 1st        | 1987年4月6日  | E・Z・O             | LP         | VIH-28281  |                                       |            |
| 1st        | 1987年4月6日  | E・Z・O             | CD         | VDR-1343   |                                       |            |
| 2nd        | 1989年5月21日 | FIRE FIRE           | LP         | VIH-28365  |                                       |            |
| 2nd        | 1989年5月21日 | FIRE FIRE           | CD         | VDR-1596   | CDは限定缶ケース仕様と通常盤の2種類。 |            |

2005年再発盤CD （紙ジャケ仕様・デジタルリマスタリング盤）
- FLATBACKER
  - 戦争 -アクシデント-（2005年3月16日、VICL-61593）
  - 餌 -ESA-（2005年3月16日、VICL-61594）
- E・Z・O
  - E・Z・O（2005年3月16日、VICL-61595）
  - FIRE FIRE（2005年3月16日、VICL-61596）

### デモテープ
FRATVACKER
- 皆殺し（1984年） ※デモテープ

### 映像作品
FLATBACKER
- WAR IS OVER（1985年12月16日、VHS、VTM-91）
- WAR IS OVER and CLIPS
  - （2004年9月22日、DVD、VIBL-217）
  - （2005年1月21日、DVD、VIBL-242）
  - （2008年11月19日、DVD、VIBL-562）

E・Z・O
- E・Z・O（1988年1月21日、VHS、VTM-134）
  - （1991年12月16日、VHS、VIVL-64）
- Returns
  - （2004年9月22日、DVD、VIBL-215）
  - （2005年1月21日、DVD、VIBL-240）
  - （2008年11月19日、DVD、VIBL-560）

## 備考
E･Z･O時代にイギリスのヘヴィメタルバンド「グリム・リーパー」のRock You to Hell（1987年）のMVに出演している。